# Wonderful (SMiLE)
A Wonderful Brian Wilson és Van Dyke Parks 1966-os dala, melyet a Beach Boys befejezetlenül maradt SMiLE albumára írtak. Hasonlóan a SMiLE-periódusban írt számok többségéhez, a "Wonderful" esetében is legalább három különböző verziót kell tárgyalni:
- az 1966-67-ben rögzített, a SMiLE albumra szánt változatot
- a Beach Boys által a következő évek során lemezre vett, némileg vagy teljesen átírt és újrarögzített variánst
- a 2004-ben Brian Wilson szólólemezeként kiadott SMiLE CD-n hallható verziót (általában ez tekinthető a dal "hivatalosan befejezett" változatának)

## SMiLE(1966-67)
A "Wonderful"-nak három eltérő változata készült  a SMiLE-ülések során, ezek közül az 1966 augusztusában rögzített felvétel jelent meg az 1993-as Good Vibrations: Thirty Years Of The Beach Boys box set-en: a csembalóra és trombitára hangszerelt dal szólóvokálját Brian Wilson énekli, a Beach Boys háttérvokáljával kísérve. A csembalóra írt akkordmenet az egyik legbonyolultabb Wilson teljes életművében. A "Wonderful" dallama Andrew G. Doe szerint a "Heroes and Villains" főtémájának variációja.
1967 januárjában Wilson újrahangszerelte a dalt, ez a csembalóval, dobbal és torzított basszusgitárral felvett verzió azonban máig csak bootlegeken jelent meg. A második változat szólóvokálját Carl Wilson énekli, Mike Love pedig a bizarr háttérvokált ("Rock with me Henry, won't you rock with me Henry…") szolgáltatja. Ehhez a változathoz a Beach Boys egy szöveg nélküli vokálszekciót is rögzített, azonban hogy ez a dalon belül hova került volna, meglehetősen bizonytalan.
1967 áprilisában, a "Vega-Tables" felvételeivel egy időben Wilson ismét áthangszerelte a "Wonderful"-t, de ez a verzió kalózlemezeken sem jelent meg, és az is kétséges, hogy felvették-e egyáltalán.

## Smiley Smile(1967), "Wonderbill" (1972)
A Smiley Smile-ra 1967 nyarán felvett változatban orgona és hangeffektek kísérik Carl Wilson szólóvokálját. A dal szerkezetileg az 1966-os verziót követi, leszámítva egy, a második verze után beszúrt zenei betétet: a "Heroes and Villains" zongorán játszott dallamára a Beach Boys tagjai kiabálnak (vélhetőleg cannabis-inspirálta) összefüggéstelen szavakat és mondatokat ("Don't think you're God", "Cool it… vibrations", "Just start collecting" stb) – a humorosnak szánt, de inkább zavarba ejtő szekció arrogáns módon megfosztja a dalt eredeti gyengéd hangulatától.
A hetvenes évek elejétől a Beach Boys rendszeresen játszotta a "Wonderful"-t élőben. 1972-ben, Burce Jonhston kiválása után két Dél-Afrikai zenész, Blondie Chaplin gitáros és Ricky Fataar dobos csatlakozott a zenekarhoz. Chaplin és Fataar a Beach Boys kiadójához, a Brother Recordshoz szerződött Flame zenekar tagjai voltak. 1972-től a Beach Boys rendszeresen beleszőtte a Flame "Don't Worry Bill" című dalának egy részletét a "Wonderful"-ba. A "Wonderful/Don't Worry Bill" és "Wonderbill" néven egyaránt emlegetett dal élő felvétele 1998-ban megjelent az Endless Harmony dokumentumfilmhez mellékelt filmzenealbumon.

## SMiLE(2004)
Brian Wilson 2004-ben kiadott SMiLE albumán a "Wonderful" az album második, a felnőtté válással foglalkozó tételének nyitódarabja, amely hűen követi az 1966. augusztusi felvétel hangszerelését, leszámítva a dal végén hallható, némileg módosított akkordot, amely szünet nélkül vezet át a második tétel következő darabjába, az 1966-ban "Look" munkacímen rögzített "Song for Children"-be. A felnőtté válást és a gyermeki ártatlanság elvesztését feldolgozó második tétel kontextusába helyezve Van Dyke Parks rejtélyes szövege is több értelmet nyer – a "Wonderful" feltételezhetőleg egy lány szüzességének elvesztéséről szól.

## Külső hivatkozások
- A "Wonderful" és a "Song for Children" 2004-es élő előadása